# Senta Alena
Senta Alena (en francès Sainte-Hélène) és un municipi francès situat al departament del Losera i a la regió d'Occitània. Forma part de l'Àrea urbana de Mende.